# Orius vicinus
Orius vicinus is een wants uit de familie van de bloemwantsen (Anthocoridae). De soort werd het eerst wetenschappelijk beschreven door Henri Ribaut in 1923.

## Uiterlijk
De kleine lichtbruine bloemwants is macropteer (langvleugelig) en kan 2 tot 2.5 mm lang worden. De kop, het halsschild en het scutellum zijn zwart van kleur. De voorvleugels zijn licht bruingeel , soms aan de achterkant donkerder. Het doorzichtige deel van de voorvleugels is kleurloos, soms bruin. De pootjes zijn geel met soms donkerbruine achterdijen. De antennes zijn normaliter geelachtig tot geelbruin. De wantsen zijn alleen met behulp van de genitalia van Orius laticollis, Orius minutus en Orius horvathi te onderscheiden.

## Leefwijze
Voornamelijk het vrouwtje van de soort overwintert als imago. Ze leven op loofbomen en grote brandnetel waar ze zich voeden met stuifmeel maar ook met kleine insecten zoals tripsen en bladluizen.

## Leefgebied
De soort is in Nederland vrij algemeen, de wants kan verward worden met Orius horvathi en daardoor is de exacte verspreiding niet geheel duidelijk. Het verspreidingsgebied strekt zich uit van Europa tot in Azië.